# 穆熱瓦多利納河
穆熱瓦多利納河（烏克蘭語：Мужева Долина），是烏克蘭的河流，位於該國中部，屬於格倫河的左支流，發源自舍夫琴基東南面，流經波爾塔瓦州，河道全長27平方公里，流域面積141平方公里。